# Чанышева, Фания Гафаровна
Чанышева Фания Гафаровна (1 сентября 1926, д. Старо-Кузеево, БАССР — 14 апреля 2018, г. Уфа, Республика Башкортостан) — башкирская писательница и поэт, лауреат премии им. Г. Рамазанова, заслуженный работник культуры Башкирской АССР.

## Биография
Фания Гафаровна Чанышева (Рамазанова) родилась 1 сентября 1926 года в д. Старо-Кузеево Буздякской волости Белебеевского кантона Башкирской АССР, ныне село Кузеево Буздякского района Республики Башкортостан. По семейному преданию, семья Фании происходила из старинного рода касимовских дворян-мурз. В Советской России её семья считалась обычной многодетной крестьянской семьей. На становление Ф. Г. Чанышевой как поэта и писателя оказали сильное влияние колыбельные песни матери, стихи отца, который также был поэтом, произведения Габдуллы Тукая и Мажита Гафури. Поступила в Башкирский педагогический институт им. К. А. Тимирязева (с 1957 г. Башкирский государственный университет). Училась вместе с молодыми фронтовиками, будущими классиками башкирской литературы Гайнаном Амири, Шарифом Биккулом, Хакимом Гиляжевым. В институте она познакомилась с Гилемдаром Рамазановым, который вскоре стал её мужем. В 1949—1951 г. работала учителем в Абзаевской средней школе Кигинского района, в 1952-53 гг. — редактором в Башгосиздате, затем литературным сотрудником журнала «Учитель Башкортостана».
Ушла из жизни 14 апреля 2018 г. Похоронена на мусульманском кладбище г. Уфы.

## Творчество
В 1974 г. в Башкнигоиздате на башкирском языке вышел в свет её первый стихотворный сборник под названием «Мгновения жизни» («Ғүмер миҙгелдәре»), сразу заявивший о Ф. Г. Чанышевой как о зрелом лирическом поэте. Вскоре вышла ещё одна книга стихов «До сих пор еще в памяти», которая также привлекла внимание читателей и критиков. Затем последовали стихотворные и прозаические сборники «Здравствуй, светлый день!», «Лед и пламя», «Встреча с любовью», «Печальные тропинки», «Осенние цветы», «Сад моей жизни» и другие книги. В 1980 г. Фания Чанышева вступила в Союз писателей.
В 2005 году в Таткнигоиздате вышел сборник Фании Чанышевой под названием «Годы, овеянные песнями», куда вошли её стихи и воспоминания.
В 2014 г. вышла ещё одна книга стихов и мемуаров «Памяти светлые мгновения», в которой собраны воспоминания о Сайфи Кудаше, Мустае Кариме, Рашите Нигмати, Назаре Наджми и других писателях и поэтах Башкортостана.
Произведения Ф. Г. Чанышевой переведены на русский язык.
На её стихи написаны песни Т. М. Шариповым и другими композиторами.

## Семья
Фания Чанышева была замужем за поэтом Гилемдаром Рамазановым (1923—1993).
Сын Ильдар, дочери Гульшат, Гульназ.

## Почетные звания и награды
Заслуженный работник культуры Башкирской АССР
Лауреат премии им. Г. Рамазанова (2006).